# 2023年のMLBドラフト
2023年のMLBドラフト（英語: 2023 First-Year Player Draft）は、メジャーリーグベースボール (MLB)の第63回ドラフト会議。2023年7月に行われたファースト・イヤードラフト（アマチュアドラフト）であり、 2022年のMLBでワースト3位のピッツバーグ・パイレーツが全体1位の権利を得て、ポール・スキーンズを指名した。MLBドラフトでは初となるロッタリーが実施された結果、前年勝率ワースト1位のワシントン・ナショナルズの最上位指名権が全体2位となるなど、勝率の低い順には指名権が得られない仕組みとなった。
全体11位でロサンゼルス・エンゼルスに指名されたノーラン・シャヌエルが8月にこのドラフトで指名された全選手の中で最初にMLBの試合に出場した。

## 1巡目指名
|  | = オールスター |  |            |  |
|  | = MLB未出場    |  | = 契約せず |  |

| 順位 | 選手                                   | チーム                         | 守備位置 | 学校                           |
| ---- | -------------------------------------- | ------------------------------ | -------- | ------------------------------ |
| 1    | ポール・スキーンズ                     | ピッツバーグ・パイレーツ       | 投手     | ルイジアナ州立大学             |
| 2    | ディラン・クルーズ                     | ワシントン・ナショナルズ       | 外野手   | ルイジアナ州立大学             |
| 3    | マックス・クラーク                     | デトロイト・タイガース         | 外野手   | フランクリン工科高             |
| 4    | ワイアット・ラングフォード             | テキサス・レンジャーズ         | 外野手   | フロリダ州立大学               |
| 5    | ウォーカー・ジェンキンス               | ミネソタ・ツインズ             | 外野手   | サウス・ブランズウィック高校   |
| 6    | ジェイコブ・ウィルソン                 | オークランド・アスレチックス   | 遊撃手   | グランドキャニオン大学 (AZ)    |
| 7    | レット・ラウダー                       | シンシナティ・レッズ           | 投手     | ウェイクフォレスト大学 (NC)    |
| 8    | ブレイク・ミッチェル                   | カンザスシティ・ロイヤルズ     | 捕手     | シントン高校                   |
| 9    | チェイス・ドーランダー                 | コロラド・ロッキーズ           | 投手     | テネシー州立大学               |
| 10   | ノーブル・マイヤー                     | マイアミ・マーリンズ           | 投手     | イエズス高校                   |
| 11   | ノーラン・シャヌエル                   | ロサンゼルス・エンゼルス       | 一塁手   | フロリダ・アトランティック大学 |
| 12   | トミー・トロイ                         | アリゾナ・ダイヤモンドバックス | 遊撃手   | スタンフォード大学 (CA)        |
| 13   | マット・ショウ                         | シカゴ・カブス                 | 遊撃手   | メリーランド州立大学           |
| 14   | カイル・ティール                       | ボストン・レッドソックス       | 捕手     | バージニア州立大学             |
| 15   | ジェイコブ・ゴンザレス                 | シカゴ・ホワイトソックス       | 遊撃手   | ミシシッピ州立大学             |
| 16   | ブライス・エルドリッジ                 | サンフランシスコ・ジャイアンツ | 二刀流   | マディソン高校                 |
| 17   | エンリケ・ブラッドフィールド・ジュニア | ボルチモア・オリオールズ       | 外野手   | ヴァンダービルト大学 (TN)      |
| 18   | ブロック・ウィルケン                   | ミルウォーキー・ブルワーズ     | 三塁手   | ウェイク・フォレスト大学       |
| 19   | ブレイデン・テイラー                   | タンパベイ・レイズ             | 三塁手   | テキサス・クリスチャン大学     |
| 20   | アージャン・ニマラ                     | トロント・ブルージェイズ       | 遊撃手   | ストロベリー・クレスト高校     |
| 21   | チェイス・デービス                     | セントルイス・カージナルス     | 外野手   | アリゾナ州立大学               |
| 22   | コルト・エマーソン                     | シアトル・マリナーズ           | 遊撃手   | グレン高校                     |
| 23   | ラルフィー・ベラスケス                 | クリーブランド・ガーディアンズ | 捕手     | ハンティントンビーチ高校       |
| 24   | ハーストン・ウォルドレップ             | アトランタ・ブレーブス         | 投手     | フロリダ州立大学               |
| 25   | ディロン・ヘッド                       | サンディエゴ・パドレス         | 外野手   | ホームウッドフロスムーア高校   |
| 26   | ジョージ・ロンバート・ジュニア         | ニューヨーク・ヤンキース       | 遊撃手   | ガリバー・プレップ高校         |
| 27   | エイダン・ミラー                       | フィラデルフィア・フィリーズ   | 遊撃手   | ミッチェル高校                 |
| 28   | ブライス・マシューズ                   | ヒューストン・アストロズ       | 遊撃手   | ネブラスカ州立大学             |

### PPIセレクション
| 順位 | 選手                 | チーム               | 位置   | 学校 |
| ---- | -------------------- | -------------------- | ------ | ---- |
| 29   | ジョニー・ファーメロ | シアトル・マリナーズ | 外野手 |      |

### 戦力均衡ラウンドA
| 順位 | 選手                   | チーム                       | 守備位置 | 学校                     |
| ---- | ---------------------- | ---------------------------- | -------- | ------------------------ |
| 30   | タイ・ピート           | シアトル・マリナーズ         | 遊撃手   |                          |
| 31   | エイドリアン・サンタナ | タンパベイ・レイズ           | 遊撃手   |                          |
| 32   | コリン・ハウク         | ニューヨーク・メッツ         | 遊撃手   | パークビュー高等学校     |
| 33   | ジョシュ・ノス         | ミルウォーキー・ブルワーズ   | 投手     |                          |
| 34   | チャーリー・ソト       | ミネソタ・ツインズ           | 投手     |                          |
| 35   | トーマス・ホワイト     | マイアミ・マーリンズ         | 投手     | フィリップス・アカデミー |
| 36   | ケンドール・ジョージ   | ロサンゼルス・ドジャース     | 外野手   |                          |
| 37   | ケイン・マゴニグル     | デトロイト・タイガース       | 遊撃手   |                          |
| 38   | タイ・フロイド         | シンシナティ・レッズ         | 投手     |                          |
| 39   | マイルズ・ネイラー     | オークランド・アスレチックス | 三塁手   |                          |

## 2巡目指名
| 順位 | 選手                     | チーム                         | 守備位置 | 学校                     |
| ---- | ------------------------ | ------------------------------ | -------- | ------------------------ |
| 40   | ヨハンディ・モラレス     | ワシントン・ナショナルズ       | 三塁手   | マイアミ大学             |
| 41   | Ryan Lasko               | タンパベイ・レイズ             | 外野手   |                          |
| 42   | Mitch Jebb               | ピッツバーグ・パイレーツ       | 遊撃手   |                          |
| 43   | Sammy Stafura            | シンシナティ・レッズ           | 遊撃手   |                          |
| 44   | Blake Wolters            | カンザスシティ・ロイヤルズ     | 投手     |                          |
| 45   | Max Anderson             | デトロイト・タイガース         | 二塁手   |                          |
| 46   | Sean Sullivan            | コロラド・ロッキーズ           | 投手     |                          |
| 47   | Kemp Alderman            | マイアミ・マーリンズ           | 外野手   |                          |
| 48   | ジノ・グルーバー         | アリゾナ・ダイヤモンドバックス | 三塁手   | ノースカロライナ州立大学 |
| 49   | ルーク・キーシャル       | ミネソタ・ツインズ             | 二塁手   |                          |
| 50   | Nazzan Zanetello         | ボストン・レッドソックス       | 遊撃手   |                          |
| 51   | グラント・テイラー       | シカゴ・ホワイトソックス       | 投手     |                          |
| 52   | Walker Martin            | サンフランシスコ・ジャイアンツ | 遊撃手   |                          |
| 53   | Mac Horvath              | ボルチモア・オリオールズ       | 外野手   |                          |
| 54   | マイク・ボエブ           | ミルウォーキー・ブルワーズ     | 三塁手   |                          |
| 55   | Colton Ledbetter         | タンパベイ・レイズ             | 外野手   |                          |
| 56   | ブランドン・スプロート   | ニューヨーク・メッツ           | 投手     |                          |
| 57   | ベン・ウィリアムソン     | シアトル・マリナーズ           | 三塁手   |                          |
| 58   | Alex Clemmey             | クリーブランド・ガーディアンズ | 投手     |                          |
| 59   | ドリュー・ハッケンバーグ | アトランタ・ブレーブス         | 投手     |                          |
| 60   | Jake Gelof               | ロサンゼルス・ドジャース       | 三塁手   |                          |
| 61   | Alonzo Tredwell          | ヒューストン・アストロズ       | 投手     |                          |

## その他注目選手
| 巡目 | 順位 | 選手                       | チーム                         | 守備位置 | 学校                     |
| ---- | ---- | -------------------------- | ------------------------------ | -------- | ------------------------ |
| 2    | 62   | アンドリュー・ウォルターズ | クリーブランド・ガーディアンズ | 投手     | マイアミ大学 (FL)        |
| 2    | 68   | ジャクソン・ウィギンス     | シカゴ・カブス                 | 投手     | アーカンソー大学         |
| 3    | 71   | トラビス・シッコーラ       | ワシントン・ナショナルズ       | 投手     | ラウンドロック高校       |
| 3    | 88   | トレ・モーガン             | タンパベイ・レイズ             | 一塁手   | ルイジアナ州立大学       |
| 3    | 91   | ノーラン・マクリーン       | ニューヨーク・メッツ           | 二刀流   | オクラホマ州立大学       |
| 3    | 93   | C.J.ケイファス             | クリーブランド・ガーディアンズ | 二刀流   | マイアミ大学             |
| 3    | 99   | ジェイク・ブロス           | ヒューストン・アストロズ       | 投手     | ジョージタウン大学 (DC)  |
| 4    | 122  | クイン・マシューズ         | セントルイス・カージナルス     | 投手     | スタンフォード大学       |
| 4    | 132  | クリスチャン・キャンベル   | ボストン・レッドソックス       | 遊撃手   | ジョージア工科大学       |
| 7    | 202  | セス・ハルボーセン         | コロラド・ロッキーズ           | 投手     | テネシー大学             |
| 8    | 242  | クレイグ・ヨホ             | ミルウォーキー・ブルワーズ     | 投手     | インディアナ州立大学     |
| 11   | 326  | ザイア・ホープ             | シカゴ・カブス                 | 外野手   | コロニアル・フォーク高校 |
| 11   | 337  | ブランディン・ガルシア     | シアトル・マリナーズ           | 投手     | テキサスA&M大学          |
| 12   | 367  | ローガン・エバンス         | シアトル・マリナーズ           | 投手     | ピッツバーグ大学         |